# 哈爾·阿爾弗雷德
哈爾·阿爾弗雷德（匈牙利語：Haar Alfréd，1885年10月11日—1933年3月16日）是一名匈牙利數學家。1904年，他就讀於哥廷根大學，博士學位由大衛·希爾伯特指導。哈爾測度、哈爾小波和哈爾轉換都是以他的名字命名的。1912年至1919年期間，他在弗蘭茨·約瑟夫大學大學任教。他與里斯·弗里傑什一起使塞格德大學成為數學中心，以及創辦《Acta Scientiarum Mathematicarum》雜誌。

## 生平
哈爾於1885年10月11日出生在布達佩斯的一個猶太家庭。他於1903年畢業於法索里路德教會高中，是拉斯洛·拉茨的學生。他原就讀於布達佩斯的大學，後來轉到哥廷根大學主修數學和科學。在他受教的許多著名教授中，他可以舉出埃特沃斯·羅蘭、屈爾沙克·約瑟夫、康斯坦丁·卡拉西奧多里、大衛·希爾伯特、費利克斯·克萊因和恩斯特·策梅洛等人。
在中學期間，他與中學生數學雜誌《Középiskolai Matematikai Lapok》合作，並在全國埃特沃斯·羅蘭數學競賽中獲獎。他進入布達佩斯科技經濟大學化學工程系學習，但同年轉入布達佩斯大學，一年後又轉入哥廷根大學。他的博士研究在希爾伯特的指導下於1909年6月畢業。他的49頁論文研究史特姆-萊歐維爾方程系統和球面函數，並介紹現在廣泛使用的哈爾正交系統。同年，他被聘為該大學的私人教授。
1912年，位於奧匈帝國科洛茲瓦爾（今羅馬尼亞克盧日-納波卡）的弗蘭茨·約瑟夫大學邀請他與法卡什·久洛和里斯·弗里傑什（Frigyes Riesz）一起加入教職，他成為「四元論」的教授。他當時的一些講義後來成為了既定的書籍。《特里亞農條約》將特蘭西瓦尼亞割讓給羅馬尼亞後，大學不得不遷往新邊界內最近的城市塞格德，他與里茲在那裡建立數學中心，並創辦第一份國際公認的匈牙利數學期刊《Acta Scientiarum Mathematicarum》。
他在塞格德大學的博士生之一是瑟凱福爾維-納吉·貝洛。
1933年3月16日，哈爾因胃癌而在塞格德逝世，享年47歲。

## 研究領域
哈爾主要研究數學分析和拓撲組領域，尤其是正交函數系統、奇異積分、解析函數、微分方程、集合理論、函式逼近和變分法。

## 外部連結
- 約翰·J·奧康納; 埃德蒙·F·羅伯遜, ,  （英语）
- 哈爾·阿爾弗雷德在數學譜系計畫的資料。
- 哈爾·阿爾弗雷德（德国国家图书馆目录相关文献）